# Frajt Edit
Frajt Edit (Budapest, 1955. november 2. –) magyar színésznő.

## Életpályája

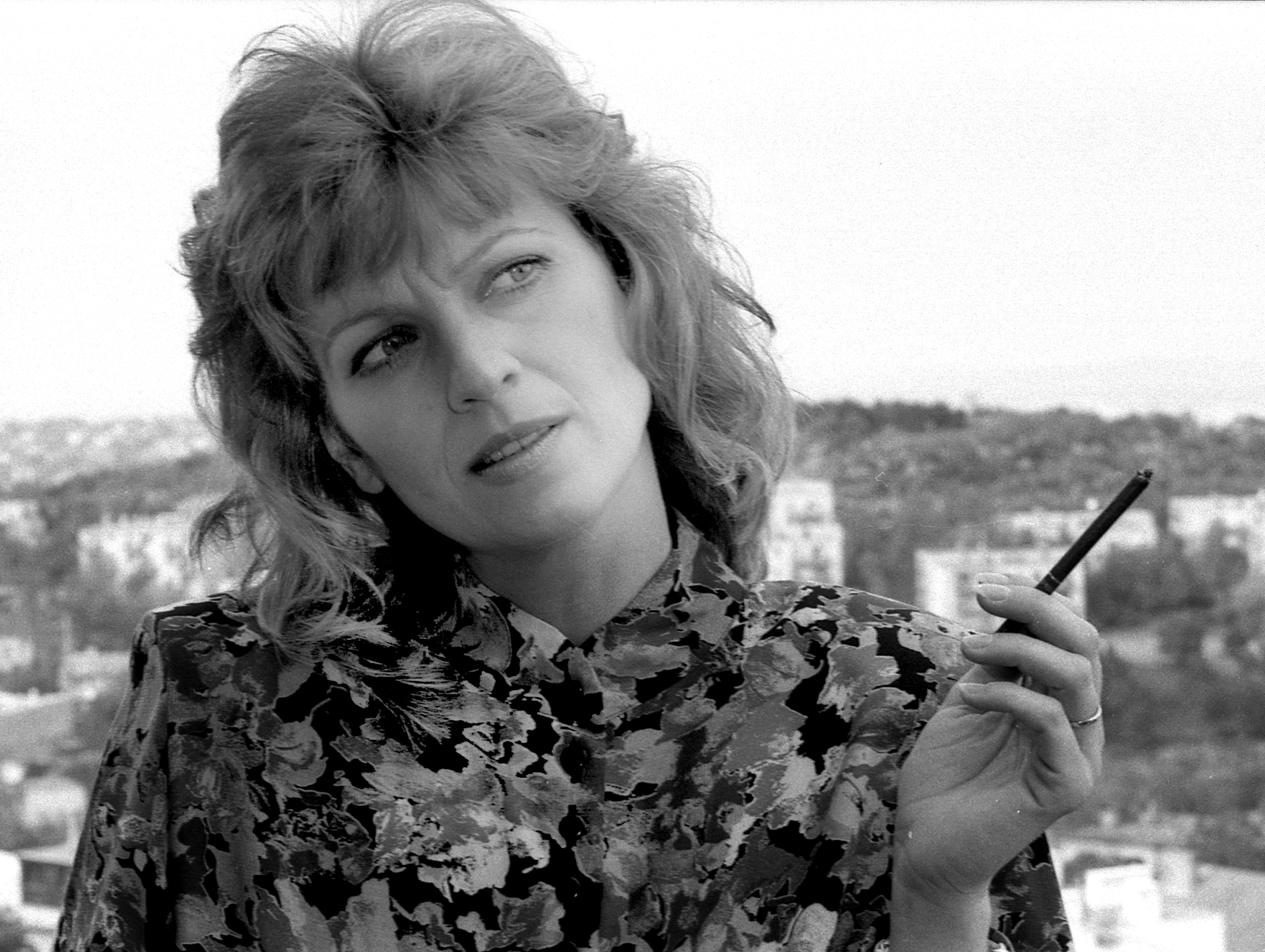
Rózsavölgyi Gyöngyi felvétele

Tanulmányait 1979-ben fejezte be a Színház- és Filmművészeti Főiskolán. Először a Pécsi Nemzeti Színház (1979–1980), majd a győri Kisfaludy Színház (jelenlegi nevén Győri Nemzeti Színház) tagja volt 1980-1982 között. 1980-ban a Rock Színház alapítói közé tartozott. 1982–1986 között a Mafilmnél dolgozott. 1982-ben a Requiem című filmben nyújtott alakításáért megkapta a Sopot Filmfesztivál Legjobb női alakítás díját. 1986–1992 között az Arany János Színház társulatának tagja volt. 1987 és 1999 között szerepelt a Szomszédok című sorozatban, mely meghozta számára az országos ismertséget. 1992–2003 között szabadúszóként tevékenykedett. 2003–2006 között a Soproni Petőfi Színház színművésze volt. 2007 óta a Körúti Színház tagja. Sokat foglalkoztatott szinkronszínész. 2020-tól az Újszínház színésznője.

## Színpadi szerepei
A Színházi Adattárban regisztrált bemutatóinak száma: 35.
- Fazekas Mihály: Lúdas Matyi...Ispán szeretője
- Čapek: A végzetes szerelem játéka....Prológus III.
- Csehov: Platonov....Anna
- William Shakespeare: Ahogy tetszik....Célia
- Brecht: Baál....
- Ibsen: A tenger asszonya....Hilde
- Illyés Gyula: Homokzsák....Mónika
- Molnár Ferenc: Menyegző....Annus
- Feydeau: A szobalány fütyül rám....Noémi
- Lernet-Holenia: Hússaláta....Clara Ende
- Lloyd Webber: Evita....
- Arisztophanész: Plutosz (A gazdagság)....Kremilosz felesége
- Teleki László: Kegyenc....Placidia
- Maugham: Imádok férjhez menni....Victoria
- Novák János: Lumpáciusz Vagabundusz vagy a három jómadár....Fánika; Bébi
- Zágon–Nóti: Hyppolit, a lakáj....Terka
- Örsi Ferenc: Kilóg a lóláb....
- Bart: Oliver....Nancy
- Jókai Mór: A kőszívű ember fiai....Alfonsine
- Weöres Sándor: Holdbéli csónakos....Temora
- Maleszka: Vihar a Gogo Színházban....Anya; Királynő
- Maeterlinck: A kék madár....Világosság
- Miller: A bűnbeesés után....Louise
- Neil Simon: Furcsa pár (női változat)....Vera
- Katajev: Bolond vasárnap....Olga
- Karinthy Márton: Lassú felmelegedés....Perecz Zsuzsa
- Arthur Miller: Az ügynök halála....Linda
- Molnár Ferenc: A hattyú....Beatrix
- Ayckbourn: Mese habbal....Sheila
- Jean Anouilh: Becket, avagy Isten becsülete....A királyné
- Márai Sándor: Kaland....Dr. Pálos Eszter
- Neil Simon: Mezítláb a parkban....Mrs. Banks
- Molnár Ferenc: A doktor úr....Marosiné

## Filmjei

### Játékfilmek
- A járvány (1975)
- Naplemente délben (1979)
- Ideiglenes paradicsom (1981)
- Requiem (Netti; szinkronhangja: Káldi Nóra) (1981)
- A zsarnok szíve, avagy Bocaccio Magyarországon (1981)
- Kocka (1983)
- A vörös grófnő (1985)
- Az elvarázsolt dollár (1985)

### Tévéfilmek
- Meztelenül (1977)
- A luxusvilla titka (1977)
- Mire megvénülünk (1978)
- Az utolsó nap (1978)
- A fürdőigazgató (1978)
- Zokogó majom 1-5. (1978)
- Néma film (1980)
- Szerelmem Eletra (1980)
- Megtörtént bűnügyek (1980)
- IV. Henrik király (1980)
- Petőfi (1981)
- Vásár (1986)
- Hosszú szökés (1987)
- Nyolc évszak (1987)
- Mire megvénülünk (1987)
- Szomszédok (1987-1999)
- A védelemé a szó (1988)
- Padlón – Anya (2012)

## Szinkronszerepei
- A görög mágnás: Liz Cassidy - Jacqueline Bisset
- Alex és bandája: Diana Jones - Sara Borsarelli
- A három nővér: Rüçhan Korman - Veda Yurtsever
- A néző: Flavia - Brigitte Catillon
- A rakparton: Edie Doyle - Eva Marie Saint
- A szív szavai: Katharine Tempest - Lindsay Wagner
- Az ördög jobb és bal keze: Judith - Elena Pedemonte
- Anyegin: Madame Larina - Harriet Walter
- Beverly Hills 90210: Jackie Taylor - Ann Gillespie
- Casper: Carrigan Crittenden - Cathy Moriarty
- Doktor Szöszi: Elle édesanyja - Tane McClure
- Emlékezz rám: Janine - Kate Burton
- Eva Luna: Matilde González - Sonia Noemí
- Fantom az éjszakában: Irene - Lindsay Wagner
- Felül semmi: Celia - Celia Imrie
- Futballista feleségek: Jackie Pascoe/Webb	- Gillian Taylforth
- Gyagyás család: Chichita Banegas de Uriarte - Andrea Bonelli
- Hatodik érzék: Lynn Sear - Toni Collette
- Ideggyogyó: Laura Rollins - Donna Dixon
- Jézus élete: Mária - Rivka Neuman
- Katts és kutyája: Renee Daumier - Denise Virieux
- Kettős bevetés: Vicky Siebert - Eva Scheurer
- Különleges ügyosztály - Párizs: Procureure Fontana - Laure Killing
- Lányok pórázon: Henricia - Puck Adams
- Maraton életre-halálra: Nicole - Nicole Deslauriers
- Marley meg én: Dr. Platt - Ann Dowd
- Széttört szívek háza: Madame Marie Larousse - Andrea Jonasson
- Szerelmek Cabóban: Jimena Manrique – Felicia Mercado
- Szerelmem, Ramón: Hortensia Raquena Vda. de Medina – Nuria Bages
- Szulejmán: Ajse Hafsza szultána - Nebahat Çehre
- Tiéd az életem: Andrea Espinoza – Erika Buenfil
- Tudorok: Aragóniai Katalin angol királyné - Maria Doyle Kennedy
- Vadmacska: Jacqueline Tovar - Viviana Gibelli
- Vakrandi: Dr. Evans - Jane Seymour

## Családja
Férje Nicsovics Pál villamosmérnök. Lánya Nicsovics Franciska, aki a Szomszédokban Flórát alakította.

## Díjai
- A sopoti fesztivál legjobb női alakítás díja a Requiem c. filmben nyújtott alakításáért (1982)